# Dasypogon bigoti
Dasypogon bigoti är en tvåvingeart som beskrevs av Luigi Bellardi 1861. Dasypogon bigoti ingår i släktet Dasypogon och familjen rovflugor. Inga underarter finns listade i Catalogue of Life.